# Christmas Wedding Planner
Matrimonio Sulla Neve (Christmas Wedding Planner) è un film per la televisione del 2017 diretto da Justin G. Dyck, distribuito da Netflix.

## Trama
Kelsey è una wedding planner che sta organizzando il matrimonio di sua cugina. Alla festa di fidanzamento, incontra Connor investigatore privato che è stato assunto per indagare sullo sposo ed è anche l'ex di Emily. Connor chiede a Kelsey di aiutarlo a indagare e lei, dopo averci pensato, dice di si. Col passare dei giorni, Kelsey si accorge di provare dei sentimenti per Connor. Dopo aver seguito Todd,lo sposo, in un ristorante, vedono che è con la cassiera del negozio di abiti da sposa e Kelsey, chiede spiegazioni, lui dice che è solo un'amica e che l'ha invitata fuori per ringraziarla di aver abbassato il prezzo del vestito per comprarlo lui. Kelsey incontra sua zia e le dice che è stato suo marito a far allontanare Connor da Emily dandogli dei soldi, e va da lui a chedergli spiegazioni e le dice che i soldi servivano per comprare il ristorante insieme a un suo amico, ma arrabbiata se ne va. Il giorno del matrimonio, Connor interrompe la cerimonia, perché una cameriera incinta gli dice che il figlio che aspetta è di Todd e che i genitori l'hanna fatta lavorare a casa loro per farla stare zitta e Emily, distrutta, se ne va e Kelsey le corre dietro per parlarle. Dopo aver parlato con Connor le dice che è stato suo zio ad assumerlo prima di morire, e le chiede di sposarlo e lei dice di sì.
Nell'ultima scena si sposano con l'aiuto della zia e di Emily.